# 구로다 나오야스
구로다 나오야스(일본어: 黒田直和, 분세이 2년 음력 6월 21일(1819년 8월 11일) ~ 메이지 9년(1876년) 1월 9일)는 가즈사 구루리번 제8대 번주이다. 구루리번 구로다 가문 제9대 당주.

## 생애
분세이 2년(1819년) 6월 21일, 제6대 번주 구로다 나오요시의 첩복 장남으로 에도에서 태어난다.
덴포 9년(1838년) 7월에 부친의 양자로 제7대 번주가 되어 있던 구로다 나오마사의 양자가 되어, 고카 3년(1846년) 12월에 종5위하, 야마토마모루에 서위·임관한다.
가에이 원년(1848년) 10월에 아와지노카미에 천임한다.
가에이 7년(1854년)에 나오마사가 사망했기 때문에 가독을 이었다. 6월 27일에 부젠마모루로 천임한다.
안세이 2년(1855년) 6월, 나오미쓰(나오타다)에서 나오카즈로 개명했다.
안세이 5년(1858년) 6월, 이세노카미에 천임한다.
막말 동란기 중인 분큐 3년(1863년)부터는 치안이 악화되는 에도 시중의 이사로 임명되어 4월에는 오사카성 야마자토마루 가반(大坂城山里丸加番)에 임명되었다. 이 밖에도 외국 선박에 대비해 해상방어 강화에 힘썼다.
게이오 2년(1866년) 4월 2일, 질병을 이유로 가독을 양자인 나오요이(양아버지 나오사다의 조카)에게 물려주고 은거하여 삭발하고 쇼카쿠(松閣)라 칭했다.
메이지 9년(1876년) 1월 9일, 아사쿠사(浅草)의 토리고에 벳테에(鳥越別邸)에서 사망했다. 향년 58세로 사망했다.

## 친족
둘째 딸 레이코(禮子, 1863~1925)는 메이지 10년(1877년)에 자식이 없었던 구로다 나오요시의 가독을 이어 무네요시와 6남 가즈시를 사위로 삼고 구로다 가문을 계승. 그의 넷째 아들 소 다케유키는 이왕가의 덕혜옹주와 결혼했다.
| 전임 구로다 나오치카 | 제8대 구루리번 번주 (구로다가) 1854년 ~ 1866년 | 후임 구로다 나오타카 |